# Arctic Air
Arctic Air ist eine kanadische Abenteuer-Dramafernsehserie, die zwischen 2012 und 2014 auf dem Fernsehsender CBC Television ausgestrahlt wurde. Die Serie handelt von einer kleinen kanadischen Fluggesellschaft.

## Handlung
Arctic Air ist ein kleines Lufttransport-Unternehmen im kanadischen Yellowknife. Sie wird von Mel Ivarson, einem älteren und erfahrenen Piloten geleitet. Sein Partner wird nach dem Tod seines alten Partners dessen Sohn Bobby Martin, der zu Anfang der Serie nach Yellowknife zurückkehrt. Auch Ivarsons Tochter Krista arbeitet als Pilotin für Arctic Air.
Mit den inzwischen schon betagten Flugzeugen vom Typ Douglas DC-3 und de Havilland Canada DHC-3 transportieren die Piloten Fracht und Passagiere zu entfernten Orten in den endlosen Weiten des kanadischen Nordens. In jeder Folge werden ein oder mehrere Flugeinsätze gezeigt. Die Fluggesellschaft in der Serie hat starke Ähnlichkeiten mit der real existierenden Buffalo Airways aus Yellowknife. Folglich gibt es auch Ähnlichkeiten mit der Serie Ice Pilots NWT, die Buffalo Airways begleitet.

## Produktion
Schöpfer der Serie ist der Kanadier Ian Weir, Ausführende Produzenten sind Michael Chechik, Gabriela Schonbach, Ian Weir und Gary Harvey.
Arctic Air wird von Omni Film Productions zusammen mit CBC produziert. An der Finanzierung waren unter anderem der Canada Media Fund, COGECO Production Development Fund, The Province of British Columbia Incentive BC und das Canadian Film and Video Production Tax Credit Program beteiligt.
Die Dreharbeiten zur Serie begannen am 6. September 2011. Gedreht wurde an verschiedenen Orten in Vancouver und vor Ort in Yellowknife. Innenaufnahmen werden in Soundstages in der Lower-Mainland-Region nahe Vancouver gedreht. Dort befinden sich auch die Flugzeug-Cockpits, in denen die Flugszenen gefilmt werden. Diese Aufnahmen werden später digital mit Aufnahmen der kanadischen Arktis verknüpft.
Im April 2012 wurde die Produktion einer zweiten Staffel bekannt gegeben. Die Dreharbeiten fanden zwischen Juli und Dezember 2012 statt. Etwa einmal pro Monat flogen Darsteller und Stab nach Yellowknife, um dort dann mehrere Tage lang Außenaufnahmen vor Ort zu machen. Im April 2013 wurde bekannt, dass CBC die Serie für eine dritte Staffel verlängert hat.
Während der Ausstrahlung dieser Staffel wurde im März 2014 bekannt, dass der Sender die Serie nicht für eine vierte Staffel verlängern würde.

## Ausstrahlung
Die erste Staffel von Arctic Air wurde zwischen dem 10. Januar und 13. März 2012 jeweils dienstags um 21:00 Uhr auf CBC Television ausgestrahlt. Sie war die meistgesehene Debüt-Staffel einer Dramaserie für den Sender seit 15 Jahren. Eine zweite Staffel wurde zwischen dem 9. Januar und 17. April 2013 jeweils mittwochs auf CBC gezeigt. Die Ausstrahlung der dritten Staffel begann am Dienstag, den 7. Januar 2014.
Im deutschsprachigen Raum begann die Ausstrahlung der ersten Staffel am 27. November 2014 beim Pay-TV-Sender Passion. Die zweite Staffel wurde ab dem 20. April 2015 auf dem ehemaligen deutschen Free-TV-Sender QLAR mit englischer Tonspur und deutschen Untertiteln ausgestrahlt.

## Episodenliste

### Staffel 1
| Nr. (ges.) | Nr. (St.) | Deutscher Titel             | Originaltitel                       | Erstausstrahlung Kanada | Deutschsprachige Erstausstrahlung (D) | Regie                 | Drehbuch        | Zuschauer (CAN) |
| ---------- | --------- | --------------------------- | ----------------------------------- | ----------------------- | ------------------------------------- | --------------------- | --------------- | --------------- |
| 1          | 1         | Aus heiterem Himmel         | Out of a Clear Blue Sky             | 10. Jan. 2012           | 27. Nov. 2014                         | Paul Shapiro          | Ian Weir        | 1,055 Millionen |
| 2          | 2         | Hoher Einsatz               | All In                              | 17. Jan. 2012           | 4. Dez. 2014                          | James Dunnison        | James Phillips  | 0,885 Millionen |
| 3          | 3         | Die Flugzeugentführung      | Hijacked                            | 24. Jan. 2012           | 11. Dez. 2014                         | Mike Rohl             | Bob Carney      | 1,074 Millionen |
| 4          | 4         | Vertrauen                   | All the Vital Things                | 31. Jan. 2012           | 18. Dez. 2014                         | Robert Lieberman      | Sarah Dodd      | 0,891 Millionen |
| 5          | 5         | Polarlicht                  | Northern Lights                     | 7. Feb. 2012            | 25. Dez. 2014                         | Anthony Atkins        | Jordan Wheeler  | 0,718 Millionen |
| 6          | 6         | Gefährliche Entscheidung    | C-TVAK                              | 14. Feb. 2012           | 1. Jan. 2015                          | Mike Rohl             | Penny Gummerson | 0,734 Millionen |
| 7          | 7         | Das alte Leben in Vancouver | Vancouver is Such a Screwed-Up City | 21. Feb. 2012           | 8. Jan. 2015                          | Stacey Stewart Curtis | Susin Nielsen   | 0,784 Millionen |
| 8          | 8         | Der Profikiller             | The Professional                    | 28. Feb. 2012           | 15. Jan. 2015                         | Kevin Fair            | Ian Weir        | 0,723 Millionen |
| 9          | 9         | Investition in die Zukunft  | New North                           | 6. März 2012            | 22. Jan. 2015                         | James Dunnison        | Ian Weir        | 0,658 Millionen |
| 10         | 10        | Lebensgefährliche Routine   | Drop in for Lunch                   | 13. März 2012           | 29. Jan. 2015                         | Gary Harvey           | Sarah Dodd      | 0,963 Millionen |

### Staffel 2
| Nr. (ges.) | Nr. (St.) | Deutscher Titel    | Originaltitel                   | Erstausstrahlung Kanada | Deutschsprachige Erstausstrahlung () | Regie          | Drehbuch                                | Zuschauer (CAN) |
| ---------- | --------- | ------------------ | ------------------------------- | ----------------------- | ------------------------------------ | -------------- | --------------------------------------- | --------------- |
| 11         | 1         | Lauffeuer          | Wildfire                        | 9. Jan. 2013            | —                                    | Anthony Atkins | R.B. Carney                             | 0,842 Millionen |
| 12         | 2         | Ein Bombengeschäft | Bombs Away                      | 16. Jan. 2013           | —                                    | Anthony Atkins | Jordan Wheeler                          |                 |
| 13         | 3         | Jagdsaison         | Open Season                     | 23. Jan. 2013           | —                                    | Gary Harvey    | Penny E. Gummerson                      |                 |
| 14         | 4         | Sturm              | Stormy Weather                  | 30. Jan. 2013           | —                                    | Anne Wheeler   | Sara Snow                               |                 |
| 15         | 5         | Alte Wunden        | Old Wounds                      | 5. Feb. 2013            | —                                    | Gary Harvey    | Ian Weir                                |                 |
| 16         | 6         | —                  | Dangerous Cargo                 | 13. Feb. 2013           | —                                    | Anne Wheeler   | Sarah Dodd                              |                 |
| 17         | 7         | —                  | There’s Gold in Them Thar Hills | 27. Feb. 2013           | —                                    | Mike Rohl      | R.B. Carney                             |                 |
| 18         | 8         | —                  | Secrets & Lies                  | 6. März 2013            | —                                    | Neill Fearnley | Sarah Dodd                              |                 |
| 19         | 9         | —                  | Hell Hath No Fury               | 20. März 2013           | —                                    | Mike Rohl      | Ian Weir                                |                 |
| 20         | 10        | —                  | Skeletons in the Closet         | 27. März 2013           | —                                    | Neill Fearnley | Larry Bambrick                          |                 |
| 21         | 11        | —                  | Blood Is Thicker Than Water     | 3. Apr. 2013            | —                                    | Kevin Fair     | Susan Nielsen                           |                 |
| 22         | 12        | —                  | Fool Me Once                    | 10. Apr. 2013           | —                                    | Amanda Tapping | Derek Thompson & Ian Weir               |                 |
| 23         | 13        | —                  | Ts'inada                        | 17. Apr. 2013           | —                                    | Kevin Fair     | R.B. Carney, Sara Snow & Jordan Wheeler |                 |

### Staffel 3
| Nr. (ges.) | Nr. (St.) | Deutscher Titel | Originaltitel       | Erstausstrahlung Kanada | Deutschsprachige Erstausstrahlung (—) | Regie          | Drehbuch                    |
| ---------- | --------- | --------------- | ------------------- | ----------------------- | ------------------------------------- | -------------- | --------------------------- |
| 24         | 1         | —               | The River           | 7. Jan. 2014            | —                                     | Gary Harvey    | Ian Weir                    |
| 25         | 2         | —               | High Water          | 14. Jan. 2014           | —                                     | Gary Harvey    | Jon Cooksey                 |
| 26         | 3         | —               | The Fling           | 14. Jan. 2014           | —                                     | Kevin Fair     | Sarah Dodd                  |
| 27         | 4         | —               | The Finish Line     | 28. Jan. 2014           | —                                     | Kevin Fair     | Jon Cooksey, Derek Thompson |
| 28         | 5         | —               | The Devils You Know | 4. Feb. 2014            | —                                     | Martin Wood    | Susin Nielsen               |
| 29         | 6         | —               | On the Edge         | 25. Feb. 2014           | —                                     | Martin Wood    | Penny Gummerson             |
| 30         | 7         | —               | Flying Solo         | 4. März 2014            | —                                     | Anthony Atkins | Jordan Wheeler              |
| 31         | 8         | —               | The Fugitive        | 11. März 2014           | —                                     | Anthony Atkins | Sarah Dodd, Derek Thompson  |
| 32         | 9         | —               | Rites of Passage    | 18. März 2014           | —                                     | Amanda Tapping | Penny Gummerson, Ian Weir   |
| 33         | 10        | —               | Last Drop           | 25. März 2014           | —                                     | Amanda Tapping | Sarah Dodd                  |
| 34         | 11        | —               | The Fall – Part 1   | 1. Apr. 2014            | —                                     | Gary Harvey    | Jon Cooksey, Jordan Wheeler |
| 35         | 12        | —               | The Fall – Part 2   | 8. Apr. 2014            | —                                     | Gary Harvey    | Jon Cooksey                 |

## DVD-Veröffentlichung
Die bisher in den USA und Kanada erschienenen Staffeln wurden an folgenden Terminen veröffentlicht:
- Staffel 1 – 20. November 2012
- Staffel 2 – 7. Januar 2014
- Staffel 3 – 14. Oktober 2014

In Deutschland wurden bisher keine DVDs veröffentlicht.

## Rezeption
Arctic Air wurde im Januar 2013 für einen Canadian Screen Award als Beste Drama-Serie nominiert. 2012 war Arctic Air für gleich neun Leo Awards nominiert, darunter als beste Serie, bestes Drehbuch und beste Nebendarsteller. Die Serie gewann jedoch nur in einer Kategorie: Susin Nielsen wurde für das beste Drehbuch in einer Dramaserie für die Folge Vancouver Is Such a Screwed Up City ausgezeichnet.